# 碳能源
《碳能源》（英文：Carbon Energy），由温州大学主办，由约翰威立负责发行的开放获取学术期刊。于2018年创刊，是发行周期为月刊的同行评审科学期刊。现任主编为王舜。关注领域主要为碳利用和碳排放的能源领域。2022年影响因子（Impact Factor, IF）为20.5。

## 历史
2018年11月，《碳能源》由温州大学和约翰威立联合创刊,王舜担任主编。
2019年出版首刊。同年入选中国科技期刊卓越行动计划高起点新刊。
2020年9月获得国内统一连续出版物号，正式进行公开发行。
2022年起，连续两年被中国知网评为中国最具国际影响力学术期刊之一。

## 关注领域
期刊主要面向材料、化学、环境、物理及交叉学科。重点关注碳、碳减排、清洁能源等能源技术领域，包括：
- 新型能源技术：储能；光、电热催化碳增反应等。
- 各种能源形式技术：电能技术、热能技术、化学能催化技术、生物能转化技术等。
- 绿色环保技术：碳减排、碳材料绿色生产技术等。

## 数据库收录
《碳能源》被以下的文献或机构的数据库收录：
- 科学引文索引扩展版（SCIE）
- 化学文摘社（CAS）
- 英国工程技术学会（IET）
- 开放获取期刊列表（DOAJ）
- ProQuest
- SCOPUS

等